# Institut de planification financière
L'Institut de planification financière (auparavant l'Institut québécois de planification financière, ou IQPF) est le seul organisme au Québec (Canada) autorisé à décerner le diplôme en planification financière qui mène au titre de planificateur financier ou planificatrice financière (Pl. Fin.).
De plus, l'Institut élabore et dispense des activités de formation continue pour les planificateurs financiers et planificatrices financières. Ceux-ci doivent accumuler des unités de formation continue dans trois catégories:
- planification financière personnelle intégrée (PFPI)
- formation dans un ou plusieurs des domaines de la planification financière (PDOM)
- formation en matière de conformité aux normes, d’éthique et de pratique professionnelle (NP) et formation en matière de conformité aux normes, d’éthique et de pratique professionnelle reliée directement à la planification financière (NP-PF)

## Encadrement des Pl. Fin.
Au Québec, selon l'article 57 de la "Loi sur la distribution de produits et services financiers", nul ne peut obtenir de l'Autorité des marchés financiers un certificat l'autorisant à utiliser le titre de planificateur financier ou planificatrice financière à moins d'être titulaire d'un diplôme en planification financière décerné par l'Institut.
La Chambre de la sécurité financière (CSF) est responsable de la déontologie des planificateurs financiers et des planificatrices financières depuis 1998. Les Pl. Fin. membres de l'Ordre des administrateurs agréés du Québec (OAAQ) sont encadrés par leur ordre, selon une convention conclue avec l’AMF.

## Mission
En tant que leader du développement et de la promotion de la planification financière personnelle, s’assurer que les professionnels et professionnelles des services financiers d’aujourd’hui et de demain possèdent les savoirs, le savoir-faire et le savoir-être nécessaires pour contribuer au mieux-être financier des personnes, des familles et des collectivités.

## Modèle de pratique professionnelle
Le modèle de pratique professionnelle des planificateurs financiers et des planificatrices financières conçu sous l'égide de l'Institut est basé sur une démarche en planification financière personnelle intégrée. Cette démarche met en commun les compétences de sept domaines d’intervention: les aspects légaux, l’assurance et la gestion des risques, les finances, la fiscalité, les placements, la retraite et la succession. Les activités de formation et le matériel de référence amènent les participants et participantes à développer leur expertise, ainsi qu'à prodiguer des conseils et des recommandations à leur clientèle.

## Prix et distinctions
Fellow de l'Institut
La distinction Fellow de l’Institut est attribuée depuis 2019 par le conseil d’administration de l’Institut à des personnes qui ont contribué de façon extraordinaire au développement et au rayonnement de la profession. Depuis 2023, ces personnes doivent détenir le diplôme en planification financière de l’Institut et avoir porté le titre de Pl. Fin. pendant au moins 10 ans. Voici les récipiendaires:
2019 - Jocelyne Houle-LeSarge
2020 - Martin Dupras et Claude Paquin
2021 - Nathalie Bachand et Cary List
2022 - Lorena Biason et Daniel Laverdière
2023 - Caroline Marion, Nancy Paquet et Denis Preston

Distinction de l'Institut
Lancé en 2023, ce prix est attribué par le conseil d'administration de l’Institut afin de reconnaître la contribution extraordinaire de personnes au développement et au rayonnement de la profession de planificateur financier et planificatrice financière. Voici les récipiendaires:
2023 - Carl Thibeault

Titre de formateur ou formatrice de l'année
Depuis 2009, l'Institut décerne annuellement le titre de "Formateur ou formatrice de l'année" afin de reconnaître et encourager l'excellence chez ses formateurs et formatrices. Le prix est remis pour la performance de l’année précédente. Récipiendaires de ces prix: 
2008 - Martine Berthelet et Pierre Larose 
2009 - Martine Berthelet et Annie Boivin
2010 - Marthine Berthelet et Robert McLaughlin
2011 - Daniel T. Jolin et Jean Turcotte
2012 - Martine Berthelet et Caroline Marion
2013 - Martine Berthelet et Denis Preston
2014 - Nancy D'Amours, Caroline Marion et Denis Preston
2015 - Nancy D'Amours, Caroline Marion et Denis Preston
2016 - Martin Dupras, Caroline Marion et Jean Turcotte
2017 - Martin Dupras et Sylvain Houde
2018 - Nancy D'Amours et Denis Preston
2019 - Caroline Marion et Felice Torre 
2020 - Denis Preston et Guy Sauvé
2021 - François Archambault 
2022 - Nancy D'Amours

Recrue de l'année
Le titre Recrue de l'année est attribué par le conseil d’administration depuis 2023 à des Pl. Fin. qui connaissent un début de carrière exceptionnel et qui se distinguent de diverses façons, notamment en rendant des services exceptionnels à l’Institut, à la profession ou à la collectivité. Les récipiendaires sont:
2023 - Étienne Bélanger et Jean-François Girard

Membres honoraires
De 2007 à 2020, l'Institut décernait annuellement le titre de membre honoraire à des planificateurs financiers et planificatrices financières qui s’étaient distingués de diverses façons, notamment en rendant des services exceptionnels à l'Institut, à la profession de Pl. Fin. ou à la collectivité. Ces récipiendaires sont:
2007 - Jean-Guy Grenier 
2007 - Guy Jasmin 
2008 - Henri Gagnon
2009 - Daniel Laverdière
2010 - Robert McLaughlin 
2011 - Thérèse Quirion 
2012 - Gilles Garon
2013 - Natalie Hotte
2014 - Fabien Champagne
2015 - Michel Lavoie
2016 - Pierre Larose
2017 - Sylvain Chartier
2018 - Denis Preston
2020 - Nancy Paquet
2020 - Dany Provost
De plus, les présidents et présidentes du conseil d’administration de l'Institut étaient désignés membres honoraires jusqu’en 2020.

Prix de journalisme en littératie financière
Finalement, de 2012 à 2018, l’Institut a décerné annuellement le Prix de journalisme en littératie financière de l’Institut à un ou une journaliste Québécois qui a contribué, par ses actions, son implication et son rayonnement, à éduquer financièrement la population Québécoise et, de ce fait, a contribué au rayonnement de la planification financière. Les lauréats :
2012 – Stéphanie Grammond
2013 – Gérald Fillion
2014 – René Vézina
2015 – Marc Tison
2016 – Pierre-Yves McSween
2017 – François Gagnon
2018 - Daniel Germain

## Historique de l'Institut
- 1989 - Adoption de la Loi 134 - Loi sur les intermédiaires de marché prévoyant la création d'un "Institut québécois de planification financière". L'Institut fut constitué en 1989 sous la 3e partie de la Loi des compagnies du Québec, à la suite de l'entrée en vigueur de la Loi sur les intermédiaires de marché (L.R.Q. c. I-15.1), adoptée le 21 juin 1989 par l'Assemblée nationale du Québec :Le ministre agrée une institution québécoise de planification financière, après avoir pris avis de l'inspecteur général.L'institution ainsi agréée établit, par règlement soumis à l'approbation du gouvernement, les conditions relatives à la délivrance de diplômes de planificateur financier, y compris celles relatives à leurs équivalences, ainsi que les modalités de paiement des cotisations à être versées par les personnes qui portent le titre de planificateur financier ou planificatrice financière[4].
- 1992 - L'Institut tient sa première remise de diplômes officielle[5].
- 1996 - Le premier programme de "Certificat en planification financière personnelle" débute à l'automne 1996 à l'Université Laval[6] avec 850 inscriptions[7]. Aujourd'hui, une dizaine d'institutions offrent un programme en planification financière personnelle approuvé par l'Institut[8].
- 1996 - Publication de la première édition de La Collection de l'IQPF, l’ouvrage de référence des Pl. Fin.
- 1997 - L'Institut développe le Profil de compétences des planificateurs financiers qui vise à définir le rôle du planificateur financier ou de la planificatrice financière et les habiletés professionnelles essentielles à la pratique de la planification financière.
- 1998 - Adoption de la Loi sur la distribution des produits et services financiers (loi 188), qui reconnaît l’Institut comme autorité exclusive pour décerner le diplôme qui mène au titre de planificateur financier ou planificatrice financière et élaborer les règles relatives à la formation continue des planificateurs financiers et des planificatrices financières. La loi 188 entre en vigueur en 1999.
- 1998 - L'Institut s'associe à cinq autres organismes pour organiser la première Semaine de la planification financière. Cet événement annuel est devenu le Mois de la planification financière de la retraite organisé par Question Retraite.
- 1999 - La formation continue des Pl. Fin. devient obligatoire.
- 1999 - L'Institut modifie son règlement sur la formation de base des Pl. Fin., afin que le baccalauréat (ou une formation équivalente) soit dorénavant la norme pour l'obtention du diplôme en planification financière. Ce standard minimum est entré en vigueur en 2002 pour les nouvelles inscriptions et en 2005 pour ceux et celles qui étaient déjà inscrits au programme de formation menant au titre.
- 2001 - Approbation par décret du nouveau règlement sur la formation continue obligatoire du Pl. Fin., lequel est administré par l'Institut.
- décembre 2002 - La Loi sur l’agence nationale d’encadrement du secteur financier, devenue en 2004 la Loi sur l’Autorité des marchés financiers, reconnaît l’Institut comme étant le seul organisme pouvant décerner le diplôme menant au titre de planificateur financier ou planificatrice financière. L’Institut détermine les critères d’obtention du diplôme et ceux d’équivalence de formation. Il doit être consulté par l’Autorité des marchés financiers pour toute question touchant la planification financière. L’Institut fait rapport à l’Autorité des marchés financiers pour la conformité des planificateurs financiers et des planificatrices financières quant aux exigences de formation continue.
- 2004 - Première édition des Normes professionnelles en planification financière incluant des normes déontologiques.
- 2004 - L'Institut dépose une demande officielle auprès de l'Office des professions du Québec (OPQ) afin de constituer un ordre professionnel des planificateurs financiers et des planificatrices financières[9].
- 2005 - Exigence du baccalauréat pour l'obtention du diplôme de l'Institut.
- 2007 - Entrée en vigueur du nouveau Règlement sur la formation continue obligatoire du planificateur financier, lequel est administré par l'Institut.
- 2007 - L'OPQ lance une consultation publique sur la requête de l'Institut d'établir un ordre professionnel des planificateurs financiers et des planificatrices financières. Deux cent trente-huit individus et 27 ministères, organismes, associations professionnelles ou institutions financières ont répondu à cette consultation. Les répondantes et répondants individuels sont en forte majorité favorables à la création d'un ordre professionnel.
- juin 2008 - Après une longue étude du comité consultatif, l'Office des professions du Québec ne recommande pas  de constituer un ordre professionnel des planificateurs financiers[10], jugeant l'encadrement actuel suffisant. Malgré ce dénouement de la consultation publique de l'OPQ, l'Institut continue de revendiquer la création d'un ordre professionnel des planificateurs financiers à ce jour[11].
- 2008 - Lancement de la Solution IQPF, outil en ligne qui comprend La Collection de l'IQPF, les Normes professionnelles, le magazine La Cible et des hyperliens vers les textes des documents juridiques.
- 2008 - Lancement des Normes d'hypothèses de projection.
- 2010 - L'Institut accorde le statut d'affilié à tous les planificateurs financiers accrédités du Québec.
- juin 2010 - L'Institut devient le 7e organisme membre du Financial Planning Standards Council (FPSC, devenu FP Canada en 2019)[12].
- mai 2011 - L'Institut et quatre autres organisations se sont regroupées pour constituer la Coalition pour l'établissement de normes professionnelles pour les planificateurs financiers[13], maintenant nommée "Coalition pour la planification financière". Le mandat de la Coalition est d'établir les bases de la profession de planificateur financier au Canada et de promouvoir la reconnaissance officielle de la planification financière en tant que profession distincte. À l'heure actuelle, la Coalition est formée de quatre organisations : Le Canadian Institute of Financial Planners (CIFPs), le Financial Planning Standards Council (FPSC), l'Institute of Advanced Financial Planners (IAFP) et l'Institut québécois de planification financière (devenu Institut de planification financière en 2023).
- 2011 - L’Institut et le FPSC (devenu FP Canada en 2019) s’entendent sur un ensemble de principes de base pour leurs codes de déontologie.
- 1er décembre 2011 - Entrée en vigueur du nouveau règlement de l'AMF sur la formation continue obligatoire du Pl.Fin., lequel est administré par l'Institut.
- 2012 - Accord de réciprocité avec l'Association française des Conseils en gestion de patrimoine certifiés (CGPC).
- 2014 - L'Institut change d'image et se dote d'un nouveau logo[14].
- 2015 - Publication du guide intitulé "La planification financière au Canada: définitions, normes et compétences" par l'Institut et le FPSC (devenu FP Canada en 2019)[15].
- 2015 - "Les Normes d'hypothèses de projection" sont publiées par l'Institut et le FPSC (devenu FP Canada en 2019), et deviennent pancanadiennes[16].
- 2015 - L’Institut et le FPSC (devenu FP Canada en 2019) lancent une application pour leurs Normes d’hypothèses de projection[17].
- 2016 - Le magazine officiel de l’Institut, La Cible, désormais publié en format numérique.
- 2017 - L'Institut et le FPSC (devenu FP Canada en 2019) publient un Addenda aux Normes d'hypothèses de projection, qui fournit les sources de données sur lesquelles les Normes d'hypothèses de projection sont basées, ainsi que les calculs pour les normes d'inflation et les taux de rendement[18].
- Septembre 2023 - L’Institut lance son premier programme de spécialisation, Accompagner et conseiller l'entrepreneur dans sa PFPI, soit le programme ACE[19], ainsi qu’un Guide des compétences des Pl. Fin[20].
- Décembre 2023 - L’Institut québécois de planification financière est devenu l’Institut de planification financière[21].

Liste des présidents de l'histoire de l'Institut:
Charles Pelletier (1989-1992), Jocelyne Gagnon (1992-1993), Jean-Claude Lefebvre (1993-1994), Robert Lafond (1994-1995), Michel Mailloux (1995-1996 et 2000-2002), Paul Turcot (1996-1997), Anne-Marie Girard-Plouffe (1997-1998), Réjean Ross (1998-1999), Denis Boucher (1999-2000), Richard Pilotte (2002-2004), Jean Girard (2004-2005), André Buteau (2005-2006), Gilles Sinclair (2006-2008), Robin W. De Celles (2008-2010), Martin Dupras (2010-2012), Yves L. Giroux (2012-2014), Nathalie Bachand (2014-2016), Sylvain B. Tremblay (2016-2018), Julie Raîche (2018-2020), Daniel Lanteigne (2020-2022), Bernard Fortin (2022-).